# Баландин, Владимир Александрович
Влади́мир Алекса́ндрович Бала́ндин (17 марта 1923 — 30 декабря 1944) — советский военный лётчик-ас, участник Великой Отечественной войны, командир звена 18-го гвардейского истребительного авиационного Витебского дважды Краснознамённого ордена Суворова полка 303-й истребительной авиационной дивизии 1-й воздушной армии 3-го Белорусского фронта, Герой Советского Союза (19.04.1945), гвардии старший лейтенант.

## Биография
Родился 17 марта 1923 года в Баку. Русский. Окончил неполную среднюю школу. Работал токарем на машиностроительном заводе имени Дзержинского. Без отрыва от производства окончил аэроклуб.
В 1941 году был призван в Красную армию Бакинским горвоенкоматом. Был направлен в Сталинградскую военно-авиационную школу. Курсантом встретил начало Великой Отечественной войны. В 1942 году досрочно окончил училище и убыл в действующую армию.
В мае того же года был зачислен летчиком в 18-й гвардейский истребительный авиационный полк. В это время полк находился в тылу, в 5-й запасной авиационной бригаде Сибирского военного округа. Там Баландин осваивал истребители Як-1. Только в июне полк прибыл на фронт, воевал под Ржевом, но через два месяца был вновь выведен в тыл. Получил новые истребители Як-7Б и на фронт вернулся только в феврале 1943 года.
В составе полка лётчик-истребитель Баландин воевал на Южном, 4-м Украинском и 3-м Белорусском фронтах. Первую победу молодой летчик одержал только в марте 1943 года. В паре с Пинчуком Н. Г. в районе города Белёв (Тульская область) сбил разведчик FW-189.
Летом 1944 года гвардии лейтенант Баландин уже был командиром звена. Особенно отличился в бою при переходе советскими войсками границы Восточной Пруссии. Охраняя с воздуха наступающие войска, Баландин и его подчиненные сбили в течение одного дня четыре немецких самолёта.
К октябрю 1944 года командир звена гвардии старший лейтенант Баландин совершил 228 боевых вылетов, в 30 воздушных боях сбил лично 15 самолётов противника и 1 в группе.
30 декабря 1944 года Баландин в паре с Машкиным в районе города Вирбалис вступили в бой с десятью Fw-190. Баландину удалось сбить два «фокке-вульфа», но и его Як-3 был подбит и загорелся. Летчик покинул горящий истребитель, но парашют хоть и раскрылся, но наполниться воздухом не успел из-за слишком малой высоты. Приземление произошло с большой вертикальной скоростью. От сильного удара о землю Баландин, не приходя в сознание, через 2 часа скончался.
К тому времени он совершил 236 боевых вылетов, в воздушных боях уничтожил лично 15 вражеских самолетов и 1 в группе. 1 января 1945 года похоронен со всеми воинскими почестями на кладбище литовского города Капсукас.
Указом Президиума Верховного Совета СССР от 19 апреля 1944 года за образцовое выполнение боевых заданий командования на фронте борьбы с немецкими захватчиками и проявленные при этом мужество и геройство гвардии старшему лейтенанту Баландину Владимиру Александровичу присвоено звание Героя Советского Союза (посмертно).

## Награды
- Медаль «Золотая Звезда» Героя Советского Союза
- Орден Ленина
- Два ордена Красного Знамени
- Два ордена Отечественной войны II степени
- Медали

## Память
- 1 января 1945 года похоронен со всеми воинскими почестями на кладбище литовского города Мариямполе.
- В Баку, в сквере завода, на котором работал Владимир Баландин, был установлен бюст Героя.
- Имя В. А. Баландина носили улица в поселке Амираджаны и школа в поселке Мардакян Бакинского горсовета.